# Stefan Śliwa
Stefan Augustyn Śliwa (ur. 13 sierpnia 1898 w Krakowie, zm. 19 maja 1964 w Dąbrowie Tarnowskiej) – polski piłkarz grający na pozycji napastnika i pomocnika, reprezentant kraju.

## Życiorys
Uchodził za wielki talent piłkarski, w pierwszej drużynie Wisły Kraków zadebiutował w wieku czternastu lat, od razu stając się silnym punktem zespołu. Uczestniczył w 1913 i 1914 roku w Mistrzostwach Galicji.
Zadebiutował w reprezentacji narodowej 14 maja 1922 w Krakowie w przegranym meczu z Węgrami (0:3).